# Albergo dei Nobili
Mit Albergo wurde im Mittelalter ein Konsortium von Adelsfamilien bezeichnet, die durch Blutsbande oder gemeinsame wirtschaftliche Interessen verbunden waren, und oft in nahe gelegenen Palästen lebten. Die Einrichtung von „Alberghi“ ist charakteristisch für Ligurien (Republik Genua) und Piemont.

## Geschichte
Die Städte, in denen es die Albergo-Regel gab, waren Chieri (die erste zu Beginn des 13. Jahrhunderts), Genua, Asti, Savigliano, Borgo Sansepolcro. Auch in Mailand, Turin und Moncalieri (Statuten von 1378) wird sie erwähnt.
Diese soziale und politische Einrichtung war jedoch typisch für Genua und damit für die genuesische Republik.
Die Alberghi waren im Wesentlichen Zusammenschlüsse von Familien, wie die Compagnae, die in Genua die erste freie Kommune der Halbinsel gebildet hatten. Sie waren im konsularischen Zeitalter mit folgenden Zielen entstanden: Streitigkeiten und Auseinandersetzungen zwischen ihren Mitgliedern zu schlichten, ihren Mitgliedern (und allgemein Bürgern in wirtschaftlichen Schwierigkeiten) materiell zu helfen, sie gegen jeden zu verteidigen, der sie beleidigen könnte, ihren Namen und ihre Tradition fortzusetzen, immer im besten Interesse der Stadt und der Republik. Ein Beispiel dafür ist die Familie Giustiniani, die 1347 aus der besonderen (und genuesischen) Sicht eines Konsortiums von Familien entstand, die durch Geschäftsbeziehungen in der Maona von Chios verbunden waren und sich durch familiäre Zusammenschlüsse noch näher kamen.
Familien, die in ein Albergo eintraten, nahmen den Nachnamen des Albergo an, der oft mit dem der mächtigsten Familie (wie Grimaldi oder Doria) übereinstimmte. Der ursprüngliche Nachname konnte zusammen mit dem zugehörigen Albergo beibehalten werden, wodurch berühmte Dynastien wie die Cattaneo Della Volta, die Giustiniani Longo, die Lercari Parodi, die Di Negro Pasqua usw. entstanden.
Die ersten Aufzeichnungen über die genuesischen Alberghi stammen aus dem Jahr 1383 und sind in den Annalen von Giorgio Stella und Agostino Giustiniani anlässlich der Krönung von Jakob I. zum König von Zypern durch den Dogen Leonardo Montaldo in Genua zu lesen (Im Gegenzug erhielt Letzterer für Genua die Stadt und den Hafen von Famagusta sowie zwei Landstriche in der Umgebung).
Die genaue Zahl der Alberghi ist nicht bekannt: In der kommunalen Ära gab es ursprünglich über 100, in einer Notiz aus dem Jahr 1414 werden jedoch nur 74 genannt. Die Zahl ging in den folgenden Jahren weiter zurück und sank auf 40 im Jahr 1450 und 31 im Jahr 1500.
Nach dem antifranzösischen Aufstand von 1528, der von Andrea Doria angezettelt und von den Spaniern Karls V. unterstützt wurde, erlangte die Institution eine neue Bedeutung und wurde zum Eckpfeiler der politischen Organisation der oligarchischen Republik. Familien mit politischen Rechten wurden in 28 Alberghi zusammengefasst, wobei nur Familien aus der Feudal- und Konsularzeit ihren Namen für ein Alberghi hergeben durften. Die dorianischen Alberghi waren also keine freiwilligen Zusammenschlüsse, sondern politische Einteilungen des öffentlichen Rechts.
Am 10. März 1576 wurden in der Kirche Santa Croce in Genua die neuen Gesetze der Republik veröffentlicht, die die Institution der Alberghi abschafften. Die adligen Familien nahmen ihre ursprünglichen Nachnamen wieder an und trugen sich damit auch in das Libro d’Oro della nobiltà (Goldenes Buch des Adels) ein, d. h. in den Liber aureus nobilitatis Janue, den Andrea Doria bereits 1528 gefordert hatte.

## Die 28 Alberghi von Genua im Jahr 1528
Die Familien, die den Alberghi ihren Namen gaben (in alphabetischer Reihenfolge und gefolgt von den wichtigsten zugehörigen Familien)
| Albergo                      | Zugehörige Familie | Wappen |
| ---------------------------- | --- | ------ |
| Calvi                        | Giudice, Angioino, Forni |        |
| Cattaneo                     | Della Volta, Dondi, Scotto, Foglietta, Lagomarsino, Lasagna, Lazzari, Stella, Zerbino, Bava, Borrelli, Bozzone, Canessa, Carizia, Chiavari, Lagomarsino, Lasagna, Lazzari, Leccavela, Oliva, Pietra, Riccoboni, Stella, Tagliacarne, Vento                                                     |        |
| Centurione                   | Becchignone, Oltremarino, Scotto, Illice, Pietrasanta, Piccaluga, Zerbis |        |
| Cicala                       | Zoagli, Mosca |        |
| Cybo                         | Chiavica, De Nobili di Vezzano, De Sopranis, Ratto, Massa, Scotto |        |
| De Fornari                   | Draghi, Albenga, De Bene, Cabella, Camogli, Casella, Cigara, De Dotti, Fregoso, Gandolfo, Illioni, Magnasco, Malpagato, Multedo, Oldoino, Podestà, Ricci, Ruffini, Serpegli, Da Spezia, Tassistro, Testana                                                                                     |        |
| De Franchi                   | Sacco, Toso, Boccanegra, Luxardo, Pico, della Torre, Viale |        |
| De Marini                    | - |        |
| Di Negro                     | Aimari, Carmagnola, Cuneo, Gropallo, Panigarola, Pasqua, Da Passano, Palmari, Prato, Richelmi, Retigliani, Sampietro, Testino, Tommasini, Vernazzani |        |
| Doria                        | Invrea, (de) Bergamo |        |
| Fieschi                      | Raggi, Ravaschieri |        |
| Gentile                      | Avvocati, Borgari, De Turca, Falamonica, Oderico, Pevere, Pignolo, Senarega |        |
| Giustiniani                  | Longo, Moneglia, Passano |        |
| Grillo                       | Bassignani, Battigatti, Bavastrelli, Biscotti, Boccanegra, Boggio, Camilla, Cantelli, Cattaneo, Di Canarie, Dusio, Goggi, Granara, Griffi, Gualtieri, Garetti, Leonardi, Levanto, Malabita, Mandillo, Morando, Ottaggio, Da Pelo, Pignali, Di Prà, Scaniglia, De Scribanis, Vignola, Voltaggio |        |
| Grimaldi                     | Bracelli, Cebà, De Castro, Durazzo, Rosso |        |
| Imperiale                    | Ardizzoni, Baliani, Bollo, Cabella, Dallevigne, Fasce o Fascia, Garbarino, Giovardi, Ilardi, Mangiavacca, Marinetti, Mercante, Nicòla, Passio, Pignatari, della Porta, Rouereta, Rovereto-Malassena, Sanguineti, Tartaro, Terrile, Varsi, de Vineis, Vinelli                                   |        |
| Interiano                    | - |        |
| Lercari                      | Albora, Burone, Camilla, Caseri, Chiavari, Domoculta, Gallo, Gorleri, Graffigno oder Baciadonne, Loreto, Moneglia, Pernice, Roggeri, Rovereto, Salvo oder Salvi, Serra, Vigovano, Villa und Parodi                                                                                             |        |
| Lomellini                    | Allegra, Bianchi, Campi, Chiavari, Costaguta, Da Passano, Delfino da Passano, Fatio, Garibaldo, Narice, Veneroso, Solari (1530), Sorba, Assereto (1562), Castagna |        |
| Negrone                      | Ayrolo, Bancheri, Del Moro, Garaldi, Merello, Navone, Oliva |        |
| Pallavicino                  | Brignole, Clavarino, Guarco, Parodi, Pisano, Platone, Raffo, Rotolo, Scotti, Via, Vivaia |        |
| Pinelli                      | Adorno, Oddini |        |
| Promontorio                  | De Ferrari |        |
| Salvago                      | Arquata, Borcani, Calissano, Carbonara, Cavo, Cibo, Conforto, Dalla Chiesa, Federici, Fò, Frigona (Frugoni), Magnasco, Micona (Migone), Nepitelli, Pichenotta, Porci, Porrata, Saliceti, Scotti, Sexina (Sesino), Sisto, Strigiaporci, Strigini, Stroppa, Vernazza, Via                        |        |
| Sauli                        | - |        |
| Spinola                      | Baliani, Campi, Castagnola, Carretto, Costa, Piaggio |        |
| Uso di Mare (oder Usodimare) | Bel Mosto, Borlasca, Castiglione, Chiechieri, Delfini, Fabra, Finamore, Giudice, Granello, Isola, Maggiolo, Maragliano, De Mari, Monsia, Oliva, Pichenotti, Rovereto, San Salvatore, Zurli |        |
| Vivaldi                      | - |        |

Die meisten Familien, die einem Albergo ihren Namen gaben, stammten aus dem Feudaladel; andere waren viscontilischer Herkunft, wie Spinola und Grillo. Und schließlich waren sie von bürgerlichem Herkunft: De Fornari, De Franchi, Giustiniani, Promontori und Sauli. In der Praxis wurden viele beliebte Familien in Alberghi feudalen Ursprungs aufgenommen.